# Carina Persson (politiker)
Eva Carina Persson, född 16 maj 1965, är en svensk socialdemokrat som sedan den 1 oktober 2009 är vd för det partianknutna utbildningsföretaget Campus Bommersvik AB, som ägs av kurs- och konferensanläggningen Bommersvik.

## Biografi
Persson har varit chefredaktör för SSU:s tidning Frihet 1990–1993. Hon har också varit pressansvarig på TCO under den tid Björn Rosengren var ordförande. Hon var också kommunikationschef vid den socialdemokratiska riksdagsgruppens kansli och var kanslichef för Socialdemokrater för Europa, den socialdemokratiska ja-organisationen i samband med folkomröstningen om euron 2003.
Persson var därefter informationschef respektive kommunikationschef för socialdemokraterna från 2004, då hon efterträdde Tony Eriksson, till 2009, då hon efterträddes av Karin Pettersson. Persson tillträdde som vd för det nybildade Campus Bommersvik AB 1 oktober 2009.
Carina Persson driver även det egna konsultföretaget Håll i AB.